# Мотоей Шиндзава
Мотоей Шиндзава (яп. 新沢 基栄, Shinzawa Motoei) — японський художник манґ, народився 10 червня 1958 року в Касівадзакі, префектура Ніїґата, Японія.
Його дебютною мангою була Sannen Kimen-gumi, опублікована в Weekly Shōnen Jump, починаючи з 1980 року. Після того, як закінчив писати Sannen у 1982 році, він почав публікувати Highschool! Kimen-gumi, також у Weekly Shōnen Jump, до 1987 року. Highschool стала хітом, і в 1985 році було запущено анімаційну версію, яка йшла два роки на Fuji TV, а в 1986 році було знято фільм і дві відеоігри. Наступною серією манги була «Я — Шітатака» ((僕はしたたか君, Boku wa Shitataka-kun), яка виходила з 1988 по 1990 рік. Після Shitataka Шіндзава взяв перерву у виданні манги до 2001 року, коли розпочалася його нинішня серія, Flash! Kimen-Gumi.